# Улица Тоом-Кунинга
У́лица То́ом-Ку́нинга (эст. Toom-Kuninga tänav), в 1950—1990 годах улица Пионе́ров (эст. Pioneeride tänav) — улица в Таллине, столице Эстонии.

## География
Пролегает через микрорайоны Тынисмяэ и Уус-Мааильм городского района Кесклинн. Начинается от улицы Веэторни, пересекается с улицей Сурр-Амеэрика и заканчивается на перекрёстке с улицей Вяйке-Амеэрика.
Протяжённость — 470 м.

## История
Своё название улица получила в 1885 году, после того, как Тоомпеа был объединён с городом Таллином. Название произошло по расположенной в пригороде Тоомпеа летней мызе Кёнингшталь (нем. Köningsthal).
Названия улицы в письменных источниках разных лет:
- 1885, 1938 годы — эст. Toom-Kuninga tänav;
- 1907, 1916 годы — Кенигстальская ул.;
- 1907, 1942 годы — нем. Königstaler Straße;
- 1908, 1910 годы — эст. Doom-Kuninga tänav;
- 1938 год — эст. Toomkuninga tänav.

27 июня 1950 года улице дали название улица Пионеров в связи с тем, что вблизи от неё планировалось создать Таллинскую Аллею Пионеров. 3 августа 1990 года улице Тоом-Кунинга вернули её прежнее название.
Общественный транспорт по улице не курсирует.

## Застройка
Улица имеет как историческую застройку, так и современную застройку:
- дом 10 — 4-этажный дом,  памятник архитектуры, построен в 1928 году по проекту архитектора Карла Бурмана. В советское время это здание и пристройку к нему, протянувшуюся до улицы Эндла, приспособили под Криминалистическую лабораторию Научно-исследовательской лаборатории судебных экспертиз Министерства юстиции Эстонской ССР. В настоящее время здание используется как жилой дом, проходит реновацию[6];
- дом 11 — здание XXI века, в котором разместилось посольство Германии;
- дом 12 — дом по проекту Николая Тамма, построен в 1882 году, в 1889 году была сделана пристройка. Хороший образец представительного деревянного жилого дома XIX века;
- дом 13a — 2-этажное здание, построено в 1950 году, главный корпус детского сада;
- дом 13 — 2-этажное здание 1950 года постройки, корпус детского сада;
- дом 14 — одноэтажный деревянный жилой дом, построен в конце XIX века,  памятник архитектуры[7] и хозяйственная постройка того же времени,  памятник архитектуры[8]. Дома 10, 12 и 14 составляют уникальный ансамбль, отражающий более раннюю историю данного района и его архитектурное разнообразие;
- дома 15, 17, 17a, 19 и 21 — многоквартирные дома, построены в 2019—2022 годах, представляют собой цельный жилой комплекс с коммерческими площадями на первых этажах[9];
- дом 20 — 2-этажный каменный дом с элементами нео-бидермайера, построен в 1914 году по проекту Жака Розенбаума и Эрнста Кюнерта как жилой дом для Й. Мореншильдта (J. Mohrenschildt) и Г. Сиверса (G. Sivers);
- дом 20a — 3-этажный дом с шестью комнатами, который в 2018 году приобрело посольство США[10],  памятник архитектуры. В советское время в здании работал Таллинский 13-й детский сад[11];
- дом 22 — 2-этажный деревянный жилой дом 1914 года постройки,
- дома 23 и 25 — 2-этажные деревянные жилые дома, год постройки предположительно 1940.

## Учреждения и организации
- Toom-Kuninga 11 — посольство Германии в Эстонии[12]
  - Гёте-Институт (Goethe-Institut Tallinn). Гёте-Институт способствует изучению немецкого языка во всём мире. В Эстонии он является партнёром в сфере образования, здесь обучают учителей и предлагаются различные учебные материалы. Языковые курсы и экзамены в Эстонии организует партнёр Гёте-Института — Таллинский институт немецкой культуры[13];
- Toom-Kuninga 13а — детский сад «Рыымутарекезе» (эст. Rõõmutarekese lasteaed)[14];
- Toom-Kuninga 20 — посольство Франции в Эстонии[15].

Улица Тоом-Кунинга
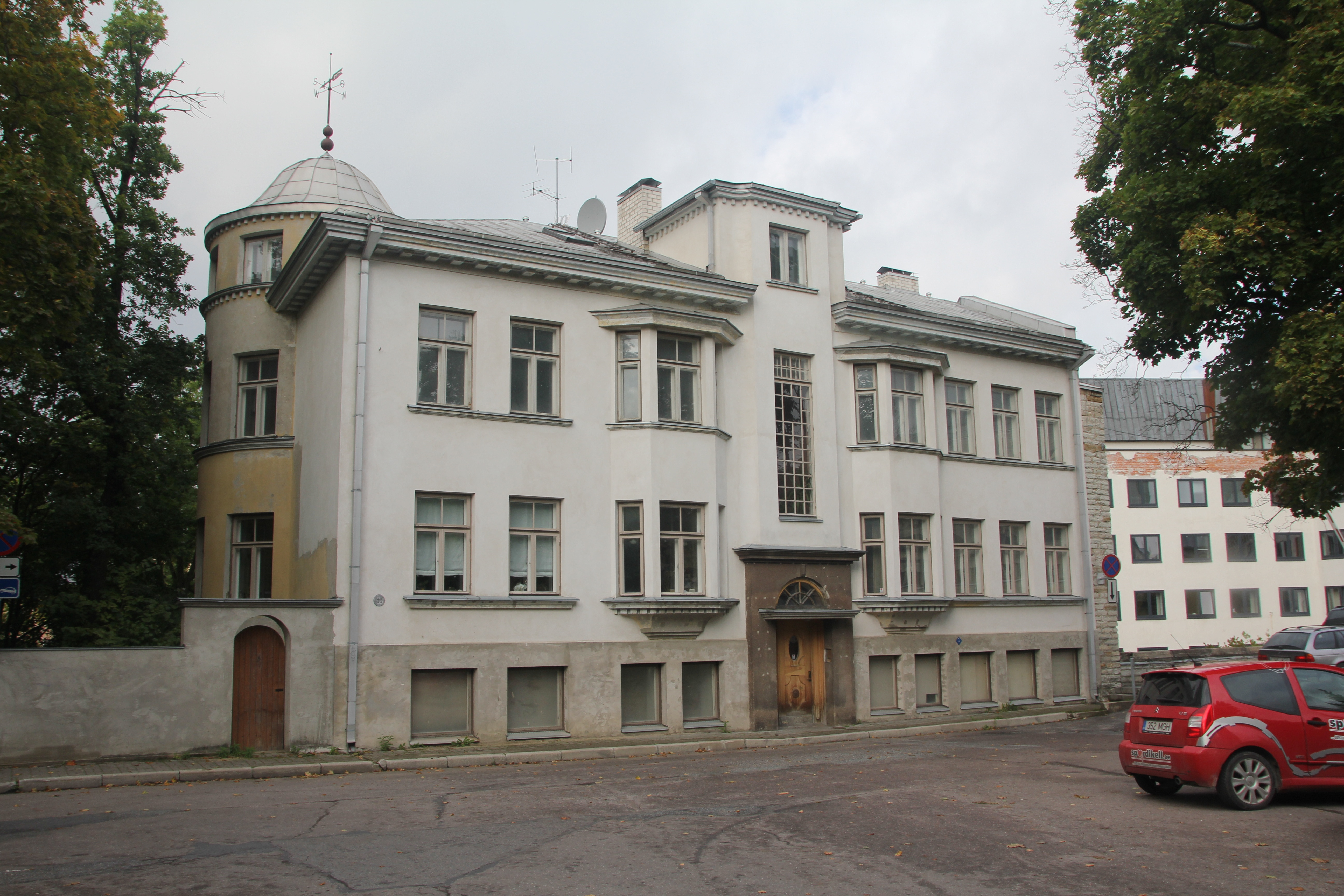
Дом 10 (памятник культуры)
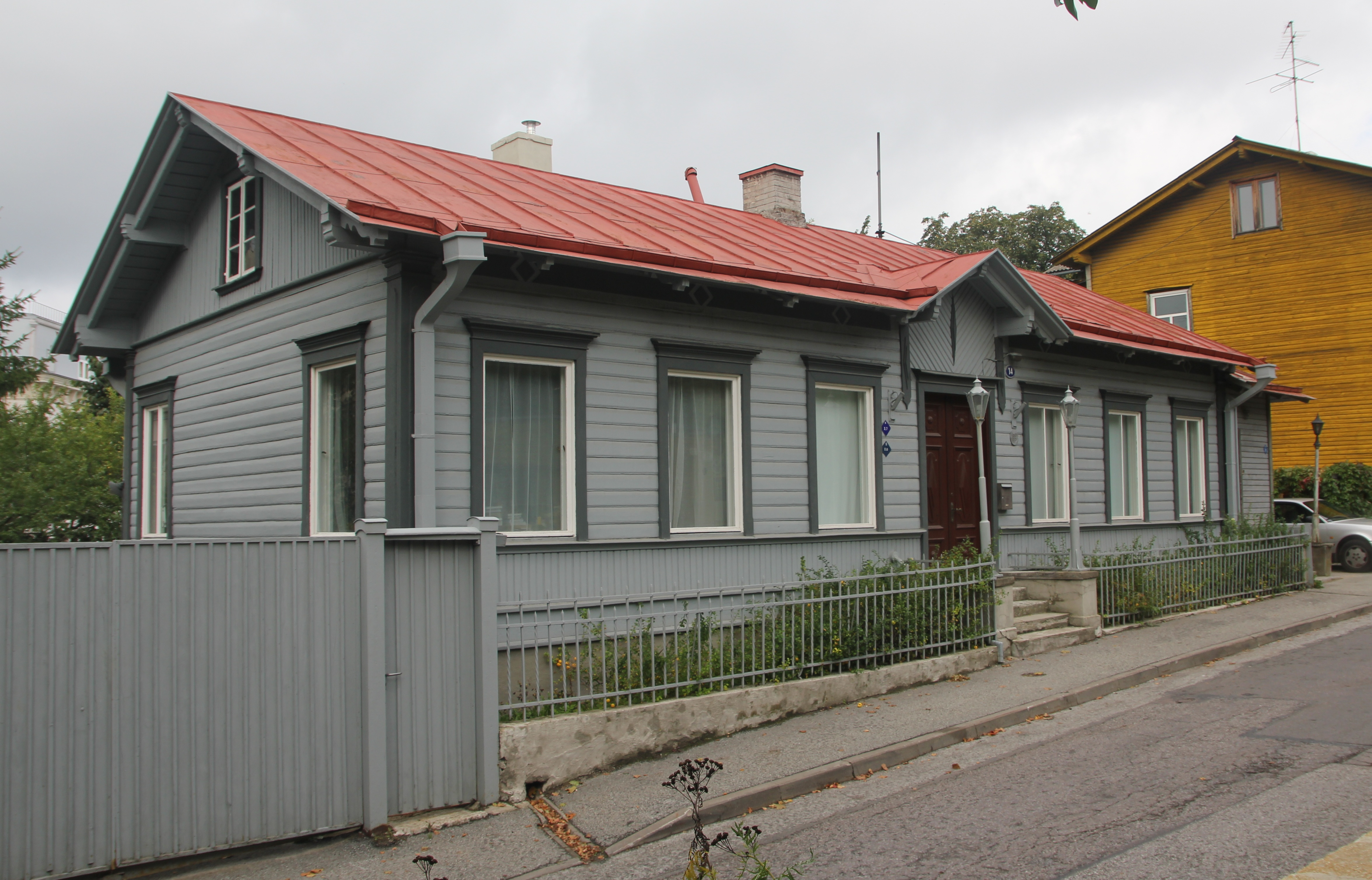
Дом 14 в 2011 году (памятник культуры)
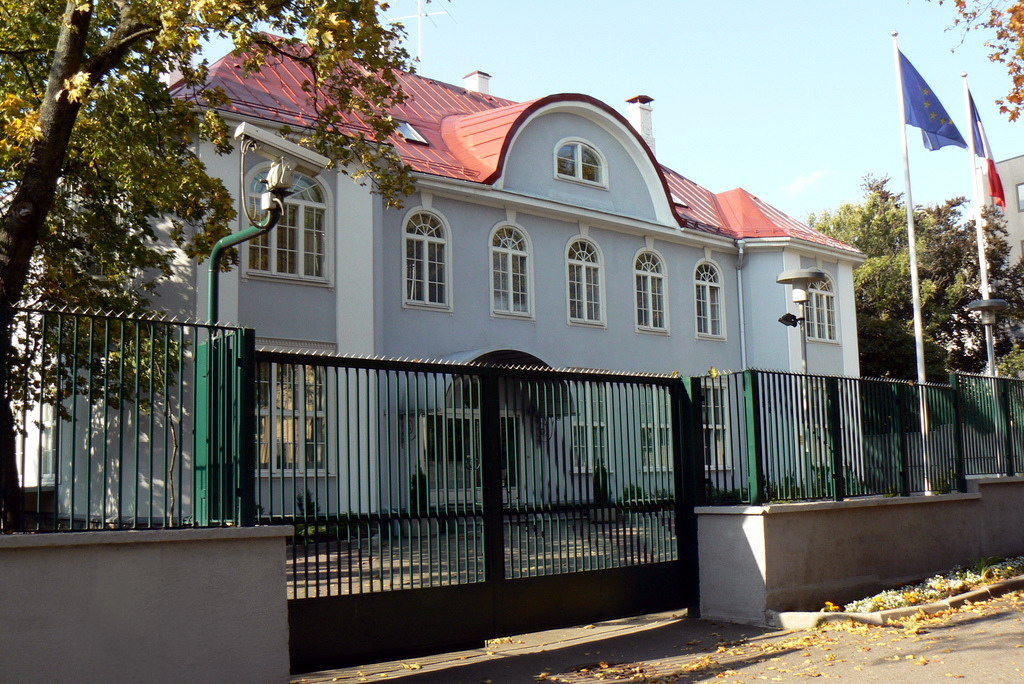
Дом 20, посольство Франции
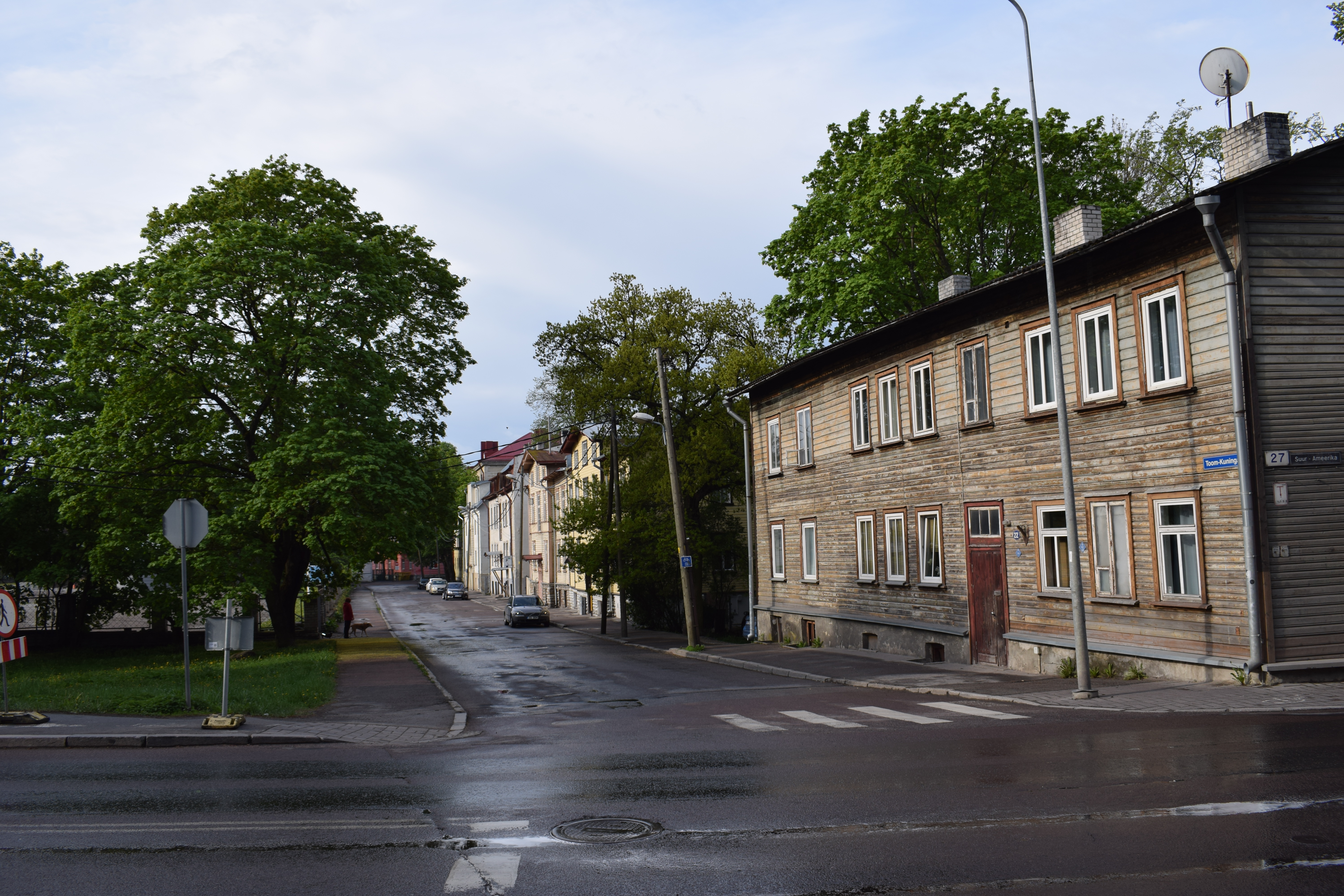
Дом 22 в 2017 году